# ساحل تکسوما
ساحل تکسوما (به انگلیسی: Texoma Shore) یازدهمین آلبوم استودیویی بلیک شلتون خواننده موسیقی کانتری اهل ایالات متحده آمریکا است. آلبوم از طریق وارنر برادرز. رکوردز در ۳ نوامبر ۲۰۱۷ انتشار یافت. همانند آلبوم‌های قبلی وی، اسکات هندریکس تهیه‌کنندگی آلبوم را انجام داده‌است.
ساحل تکسوما در جایگاه چهارم جدول بیلبورد ۲۰۰ ایالات متحده قرار گرفت. تا فوریه ۲۰۱۸، ۱۹۸٬۸۰۰ نسخه از آلبوم در ایالات متحده به فروش رفت.

## نمودار
| نمودار (۲۰۱۷)                              | اوج جایگاه |
| ------------------------------------------ | ---------- |
| آلبوم‌های استرالیا (ای‌آرآی‌ای)               | ۲۳         |
| بیلبورد ۲۰۰                                | ۴          |
| آلبوم‌های برتر کانتری (بیلبورد)             | ۱          |
| آلبوم‌های کانادایی (بیلبورد)                | ۱۱         |
| آلبوم‌های هیتسیکر (انجمن صنعت ضبط نیوزیلند) | ۴          |